# 港町十三番地

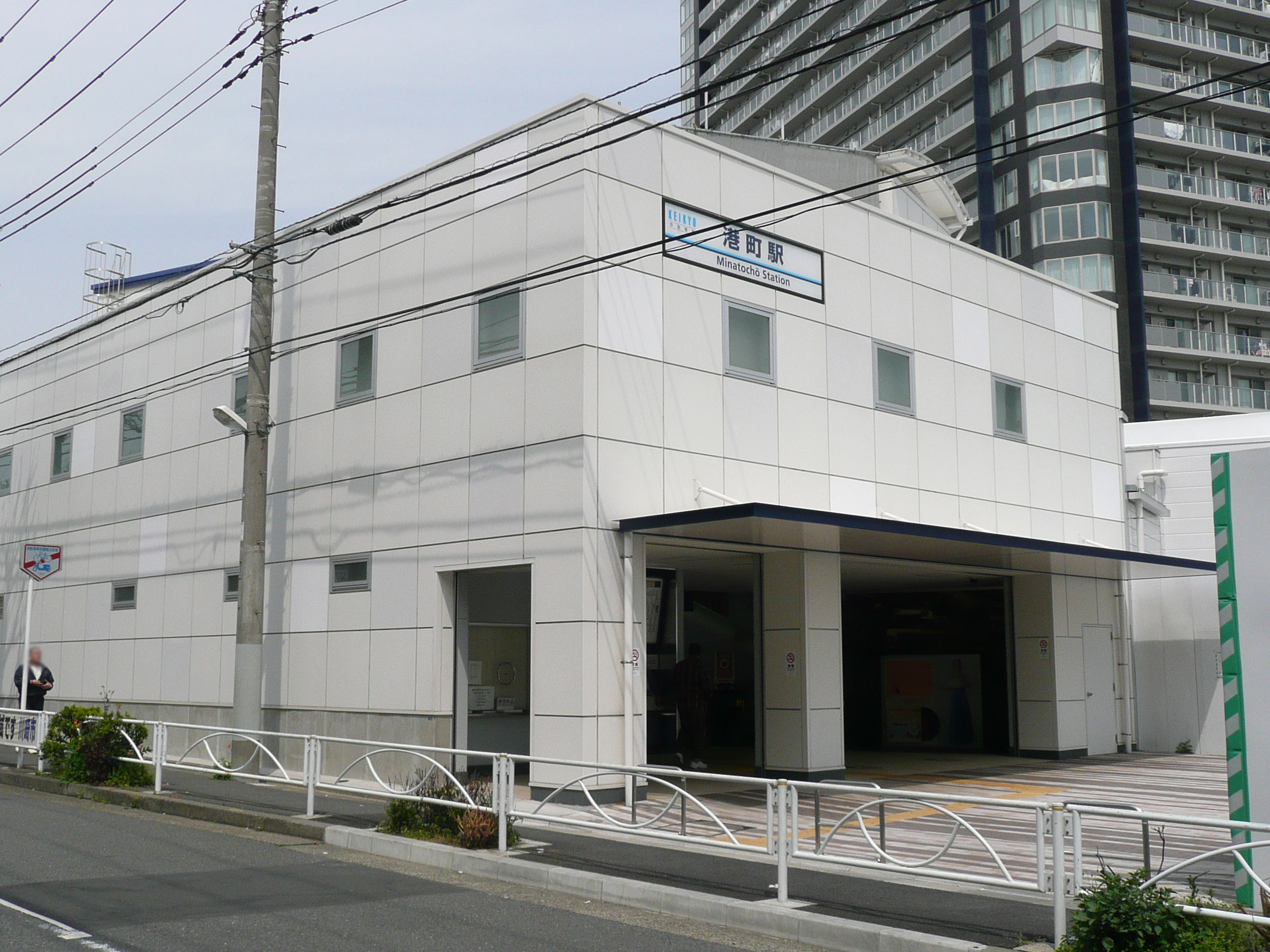
港町駅舎 入口付近に本楽曲の歌碑が見える

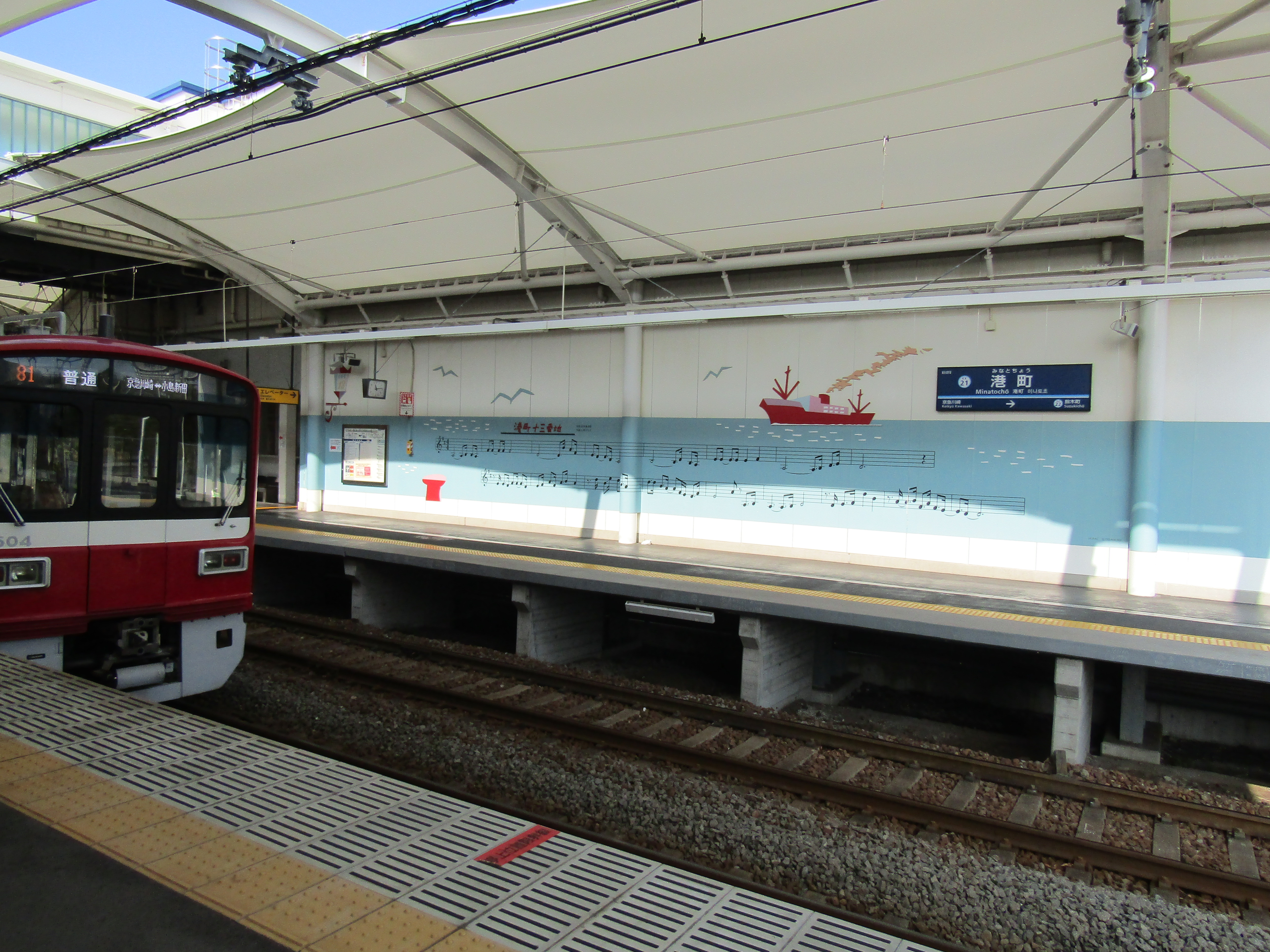
ホームにはメロディー譜が描かれている

「港町十三番地」（みなとまちじゅうさんばんち）は、美空ひばりのシングル。1957年（昭和32年）3月10日にSPレコードとして、同年6月15日に45回転レコードとして発売。

## 概要
ひばりが生前好んで歌ったマドロス曲の一つであり、ひばりの故郷である神奈川県横浜市と隣の川崎市が舞台になっている。
本楽曲のタイトルにある「港町」とは、美空ひばりが所属のレコード会社日本コロムビアの本社及び工場があった川崎市川崎区港町からとられている。日本コロムビア工場は2007年に閉鎖されている。ただしその番地は九番地であり、十三番地ではないが、歌詞では作詞の石本美由起が語呂の良さから十三番地にした。
こうした縁もあり、京浜急行電鉄が2013年3月1日に本曲の歌碑を大師線港町駅に建立。ひばりの等身大の姿や実寸の手形とサイン、発売当時のレコードジャケットも描かれ、ボタンを押すと本楽曲を歌唱しているひばりの歌声が流れるようになっている。また、ホームへ上る階段には本楽曲の音符オブジェが設置され、ホームにはメロディー譜が描かれている。さらに、同3月2日からは同駅の接近メロディとなり（編曲は塩塚博が手掛けた）、港町駅は「美空ひばり一色」の駅になっている。
歌詞の中の「銀杏並木の敷石道」は山下公園、「マドロス酒場」は馬車道あたりの酒場がイメージされたものだという。
日本レコード協会（当時：日本蓄音機レコード協会）発行の機関誌「THE RECORD」に掲載された1957年の各社ベストセラーチャートで、『港町十三番地』はコロムビアの年間チャート1位を記録した。
1998年時点でのシングル（アナログ盤とCDの合計）売上は日本コロムビア調べで100万枚（概数）。
2003年下半期に放送されたNHK連続テレビ小説「てるてる家族」の第17話では本楽曲が使用された。また、2013年上半期に放送された連続テレビ小説「あまちゃん」では宮本信子演じる天野夏と、蟹江敬三演じる天野忠兵衛が本楽曲を歌唱した。
1991年（平成3年）7月1日にカップリング曲を『あの日の船はもう来ない』に変更してシングルCDとして発売。

## 収録曲

### SP、45回転レコード盤
1. 港町十三番地
作詞：石本美由起、作曲・編曲：上原げんと
2. 伊豆の乗合バス
作詞：石本美由起、作曲・編曲：上原げんと

### CDシングル盤
1. 港町十三番地
2. あの日の船はもう来ない
作詞：西沢爽、作曲・編曲：上原げんと

## カバー
- 香西かおり（1996年、アルバム『綴織百景VOL.6 美空ひばりを唄う』収録）
- 神園さやか（2005年、アルバム『18才〜旅立ち〜』収録）
- 椎名林檎（2003年、DVD『Electric Mole』収録）
- さだまさし（2008年、アルバム『情熱 こころを継ぐ』収録）
- 水樹奈々（2011年、ライブビデオ『NANA MIZUKI LIVE GRACE -ORCHESTRA-』収録）
- 伍代夏子
- 島津亜矢
- 清水博正
- 天童よしみ
- 氷川きよし
- 三山ひろし
- 田川寿美